# Steppa pontico-caspica

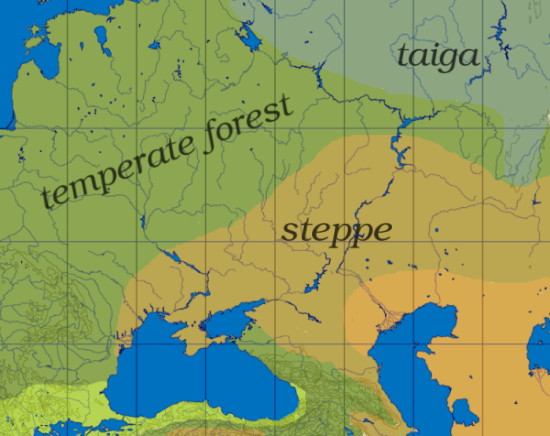
La steppa si estende approssimativamente dal Dnepr all'Ural (o dal 30° al 55° est di longitudine), e dal Mar Nero e il Caucaso nel sud, alla foresta temperata e taiga a nord, o dal 45° al 55° nord di latitudine.

La steppa pontico-caspica si estende dalla regione settentrionale del Mar Nero (anticamente chiamato Pontus Euxinus) fino a oriente del Mar Caspio, dall'Ucraina centrale    alla Russia meridionale e al Kazakistan occidentale.
È attraversata nella sua parte centrale dalla Depressione del Kuma-Manyč, confine tra Europa e Asia secondo la diffusa convenzione della Linea di von Strahlenberg.

## Descrizione
È parte della più grande steppa eurasiatica, adiacente alla steppa del Kazakistan a est. L'area corrisponde alla Scizia e Sarmazia dell'antichità classica. 
Il termine regione ponto-caspica o pontico-caspica viene usato in biogeografia per piante e animali di queste steppe, e animali del Mar Nero, Mar Caspio e Mar d'Azov. La ricerca genetica ha identificato questa regione come il luogo più probabile dove i cavalli vennero addomesticati per la prima volta.

## Geografia ed ecologia
La steppa pontica copre un'area di circa un milione di chilometri quadrati, che si estende dalla Romania orientale (attraverso la Moldavia meridionale, Ucraina, Russia e Kazakistan nord-occidentale) ai monti Urali. Inoltre, confina a nord con la steppa alberata dell'Europa orientale, una zona di transizione di praterie miste e foresta temperata.
A sud, la steppa pontica si estende fino al Mar Nero, eccetto che in Crimea e nelle propaggini del Caucaso occidentale, dove il complesso forestale sub-mediterraneo della Crimea definisce il margine meridionale delle steppe. La steppa si estende fino alla riva occidentale del Mar Caspio nella regione russa del Daghestan, ma il più secco deserto del bassopiano caspico giace tra la steppa pontica e le rive nord-occidentali e settentrionali del Caspio. La steppa del Kazakistan confina con la steppa pontica a sud-est.
I mari ponto-caspici sono i resti del Mar Turgai, un'estensione della Paratetide, un mare che si estendeva a sud e a est degli Urali, coprendo nel mesozoico e cenozoico molta parte del bassopiano della Siberia occidentale attuale.

## Storia
Nel corso di molti millenni la steppa venne utilizzata da numerose tribù di cavalieri nomadi, molti dei quali la attraversarono per conquistare terre nelle regioni già insediate d'Europa e nell'Asia occidentale e meridionale. Infine, la steppa venne portata sotto il controllo di popolazioni sedentarie dell'Impero russo, nel periodo dal XVI secolo fino al XVIII secolo.

### Culture preistoriche
- Cultura di Samara  VI - V Millennio a. C.
- Cultura di Chvalynsk V Millennio a. C.
- Cultura di Srednij Stog 4500–3500 a.C.
- Cultura di Jamna/Cultura kurgan 3500–2300 a.C.
- Cultura delle catacombe 3000–2200 a.C.
- Cultura di Srubna 1600–1200 a.C.
- Cultura di Novočerkassk 900–650 a.C.

### Nazioni e popoli storici
- Indoiranici/Ariani XX–XV secolo a.C.
- Cimmeri VIII–VII secolo a.C.
- Sciti VIII–IV secolo a.C.
- Sarmati V secolo a.C. – V secolo d.C.
- Goti III–VI secolo
- Bulgari III–VI secolo
- Unni IV–VIII secolo
- Alani V–XI secolo
- Avari eurasiatici VI–VIII secolo
- Göktürk VI–VIII secolo
- Onoguri VIII secolo
- Sabiri VI–VIII secolo
- Cazari VI-XI secolo
- Peceneghi VIII–XI secolo
- Kipčaki e Cumani XI–XIII secolo
- Khanato dell'Orda d'Oro XIII–XV secolo
- Cosacchi XIV–XVIII secolo
- Khanato di Crimea, Tatari del Volga, Nogai ed altri stati Turchi e tribù del XV-XVII secolo
- Impero russo XVII–XX secolo
- Unione Sovietica XX secolo
- Moldavia, Kazakistan, Federazione Russa, Ucraina XX–XXI secolo